# Nampcel
Nampcel és un municipi francès, situat al departament de l'Oise i a la regió dels Alts de França. L'any 2007 tenia 258 habitants.

## Demografia

### Població
El 2007 la població de fet de Nampcel era de 258 persones. Hi havia 87 famílies de les quals 16 eren unipersonals (4 homes vivint sols i 12 dones vivint soles), 35 parelles sense fills, 32 parelles amb fills i 4 famílies monoparentals amb fills.
La població ha evolucionat segons el següent gràfic:
Habitants censats

### Habitatges
El 2007 hi havia 103 habitatges, 90 eren l'habitatge principal de la família, 5 eren segones residències i 9 estaven desocupats. 102 eren cases i 1 era un apartament. Dels 90 habitatges principals, 76 estaven ocupats pels seus propietaris, 13 estaven llogats i ocupats pels llogaters i 1 estava cedit a títol gratuït; 3 tenien dues cambres, 17 en tenien tres, 30 en tenien quatre i 40 en tenien cinc o més. 74 habitatges disposaven pel capbaix d'una plaça de pàrquing. A 43 habitatges hi havia un automòbil i a 38 n'hi havia dos o més.

### Piràmide de població
La piràmide de població per edats i sexe el 2009 era:
| Homes | Edats   | Dones |
| ----- | ------- | ----- |
| 0     | 95 o +  | 2     |
| 1     | 90 a 94 | 8     |
| 3     | 85 a 89 | 11    |
| 3     | 80 a 84 | 13    |
| 11    | 75 a 79 | 7     |
| 4     | 70 a 74 | 10    |
| 3     | 65 a 69 | 5     |
| 12    | 60 a 64 | 4     |
| 6     | 55 a 59 | 3     |
| 10    | 50 a 54 | 11    |
| 6     | 45 a 49 | 8     |
| 7     | 40 a 44 | 11    |
| 10    | 35 a 39 | 4     |
| 9     | 30 a 34 | 9     |
| 10    | 25 a 29 | 8     |
| 6     | 20 a 24 | 5     |
| 9     | 15 a 19 | 5     |
| 7     | 10 a 14 | 8     |
| 8     | 5 a 9   | 6     |
| 6     | 0 a 4   | 5     |

## Economia
El 2007 la població en edat de treballar era de 148 persones, 99 eren actives i 49 eren inactives. De les 99 persones actives 89 estaven ocupades (50 homes i 39 dones) i 10 estaven aturades (5 homes i 5 dones). De les 49 persones inactives 16 estaven jubilades, 12 estaven estudiant i 21 estaven classificades com a «altres inactius».

### Ingressos
El 2009 a Nampcel hi havia 94 unitats fiscals que integraven 238 persones, la mediana anual d'ingressos fiscals per persona era de 19.152 €.

### Activitats econòmiques
Dels 7 establiments que hi havia el 2007, 1 era d'una empresa extractiva, 1 d'una empresa de construcció, 2 d'empreses financeres, 2 d'empreses de serveis i 1 d'una entitat de l'administració pública.
L'únic servei als particulars que hi havia el 2009 era un paleta.
L'any 2000 a Nampcel hi havia 9 explotacions agrícoles que ocupaven un total de 1.305 hectàrees.

## Poblacions més properes
El següent diagrama mostra les poblacions més properes.